# Иодид хрома(II)
Иодид хрома(II) — неорганическое соединение, соль металла хрома и иодистоводородной кислоты с формулой CrI2, 
коричнево-красные кристаллы, 
растворимые в воде,
образует кристаллогидрат.

## Получение
- Действие паров иода на нагретый порошкообразный хром в вакууме:

{\displaystyle {\mathsf {Cr+I_{2}\ {\xrightarrow {700-800^{o}C}}\ CrI_{2}}}}
- Растворение металлического хрома в иодистоводородной кислоте:

{\displaystyle {\mathsf {Cr+2HI\ {\xrightarrow {}}\ CrI_{2}+H_{2}}}}
- Восстановление водородом иодида хрома(III):

{\displaystyle {\mathsf {2CrI_{3}+H_{2}\ {\xrightarrow {}}\ 2CrI_{2}+2HI}}}

## Физические свойства
Иодид хрома(II) образует коричнево-красные кристаллы 
ромбической сингонии, 
пространственная группа C mcP 21, 
параметры ячейки a = 0,3915 нм, b = 0,7560 нм, c = 1,3553 нм, Z = 4.
При нагревании в вакууме возгоняется при температуре выше 420°С.
Хорошо растворяется в воде, образуя голубые растворы, устойчивые в отсутствие кислорода.
Образует кристаллогидрат CrI2•6H2O.

## Химические свойства
- Разлагается при сильном нагревании:

{\displaystyle {\mathsf {CrI_{2}\ {\xrightarrow {T}}\ Cr+I_{2}}}}

## Применение
- Пигмент для стекла.